# بنتونيت

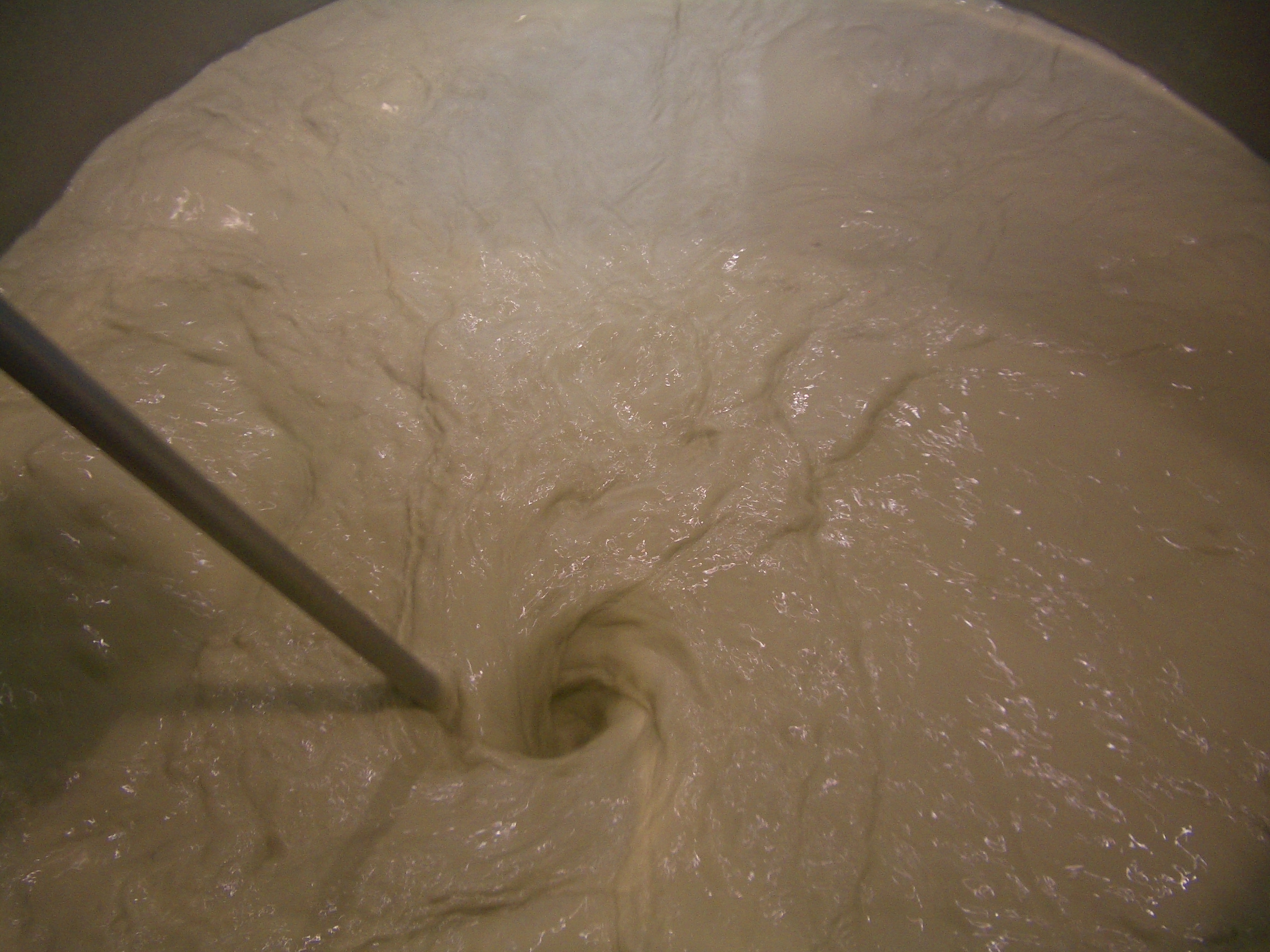
صنع الطين -الملاط- من البنتونايت

البنتونيت أو بنتونايت (Bentonite) طين غير نقي مكونه الأساس هن المونتموريلونيت.

## التسمية الكيميائية
Bentonite [1302-78-9Al2O3˙4SiO2˙H2O = 359.16

## الاستخدام الصيدلاني
عامل مُمتز أو مدمص adsorbent ، عامل مثبت، عامل مستحلب، عامل معلق، رافع للزوجة .
يتواجد البنتونايت في الطبيعة على شكل سليكات الألمينيوم المائية حيث يُستعمل بشكل رئيسي في تحضير المعلقات والهلامات و المحاليل الغروية المخصصة للتطبيق الموضعي كما يستخدم في المستحضرات المائية ولتحضير الكريمات التي يحتوي أساسها على عوامل مستحلبة من نمط زيت/ماء .
و من الممكن أن يستخدم البنتونايت في الأشكال الصيدلانية الفموية، مستحضرات التجميل، المنتجات الغذائية .
و في المستحضرات الفموية يُستخدم البنتونايت والمواد الغضارية السيليستية الأخرى في امتصاص الأدوية ذات الطبيعة الموجية كهربائياً لتأخير تحررها .
العوامل المدمصة تُستخدم أيضاً لحجب الطعم السيئ لبعض الأدوية واكتُشِف للنبتونايت دور تشخيصي عن طريق التصوير بالرنين المغناطيسي
Magnetic resonance imaging (MRI)

## سلامة الاستعمال
تختلف الاحتياطات المتبعة أثناء التعامل مع المادة باختلاف الكمية وظروف التعامل معها. و يُنصح بحماية الأعين واستخدام القفازات والقناع الواقي من الغبار ويجب التعامل مع البنتونايت في بيئة جيدة التهوية وتقليل الغبار المتناثر ما أمكن .